# (6522) Aci
(6522) Aci es un asteroide perteneciente al cinturón de asteroides, región del sistema solar que se encuentra entre las órbitas de Marte y Júpiter.
Fue descubierto el 9 de julio de 1991 por Eleanor F. Helin  desde el Observatorio Palomar.

## Designación y nombre
Designado provisionalmente como 1991 NQ, fue nombrado así por un río al sureste del Monte Etna, y también en honor a los muchos pueblos y aldeas a lo largo de él que contienen el nombre: Aci Castello, Acitrezza, Acireale, Aci Bonaccorsi, Aci Catena, Aci Sant'Antonio y Aci Santo Filippo. El río actual evoca el mito de Aci (o Acis), el joven pastor siciliano que estaba enamorado de Galatea, una nereida. El celoso cíclope Polifemo arrojó una gran roca y mató a Aci, cuya sangre se transformó en un río subterráneo que se sumergió en el mar Jónico para abrazar a su amada Galatea.

## Características orbitales
Aci está situado a una distancia media del Sol de 2,385 ua, pudiendo alejarse hasta 2,860 ua y acercarse hasta 1,909 ua. Su excentricidad es 0,199 y la inclinación orbital 22,106 grados. Emplea 1344,93 días en completar una órbita alrededor del Sol.
Pertenece a la familia de asteroides de (25) Phocaea.

## Características físicas
La magnitud absoluta de Aci es 13,12. Tiene 6,125 km de diámetro y su albedo se estima en 0,392.